# هوبلوجوجي
هوبلوجوجي هي دراسة السلوك والأداء القتالي البشري.

## أصل الكلمة وتاريخ المصطلح
كلمة هوبولوجي مشتقة من المصطلحين اليونانيين hoplos (حيوان أسطوري ذو صفيحة مدرعة) وὅπлον hóplon، وهي المعدات التي كان يحملها بعض المحاربين في اليونان القديمة. كلمة هوبليت، مشتقة من هوبلون، وهو المصطلح الذي يطلق على المحارب اليوناني الكلاسيكي الذي كان يحمل مثل هذه المعدات. نشأ هذا المجال في القرن التاسع عشر مع السير ريتشارد بيرتون؛ على الرغم من أن أصل الكلمة غالبًا ما يُنسب إلى بيرتون، إلا أن هناك إشارات سابقة إليها. على الرغم من عمل بيرتون وعدد قليل من الآخرين، لم يكن علم القفزات قد تبلور كمجال دراسي أكاديمي إلا في ستينيات القرن العشرين تحت قيادة.
تم تعريف هوبولوجي في وقت ما على أنه علم "القتال و أسلحة الهجوم والدفاع، البشرية والحيوانية" (بيرتون، 1884)، وبعد ذلك على أنه "دراسة أسس وأنماط وعلاقات وأهمية الأسلحة القتالية". السلوك على جميع مستويات التعقيد الاجتماعي" (دريجر، 1982).
يعرف سيد كامبل، الحاصل على الحزام الأسود والمرتبة العاشرة في الكاراتيه، علم القفز بأنه "دراسة تطور وتطور السلوك والأداء القتالي البشري ... دراسة كيفية قتال الناس، ولماذا يتقاتلون، وكيف تختلف الثقافات إظهار تلك السلوكيات."
في الآونة الأخيرة، تم تعريف هوبولوجي على أنه التحقيق والتحليل لجميع أشكال القتال المسلح. يُنظر إليه بشكل أكثر إنتاجية على أنه حدث متجسد حيث تتشكل الهياكل الفسيولوجية والعصبية لهؤلاء الأفراد المشاركين في مواجهة قتالية، وبالتالي، تتشكل من خلال المعايير الثقافية لما هو صحيح وفعال وفعال، وبالتالي تتغير مع مرور الوقت وعبر الزمن. فضاء. كما هو الحال في جميع المواجهات البشرية، فإن كل حدث قتالي يكون مصحوبًا بشكل من أشكال التكنولوجيا المادية ويتم تعلمه من خلال عملية التدريب المهني.

## المحاربون والعلماء والمستكشفون والهبلولوجيين الخاصين بهم

### القرن التاسع عشر – علماء القفز العرضي: بيرتون وبيت ريفرز

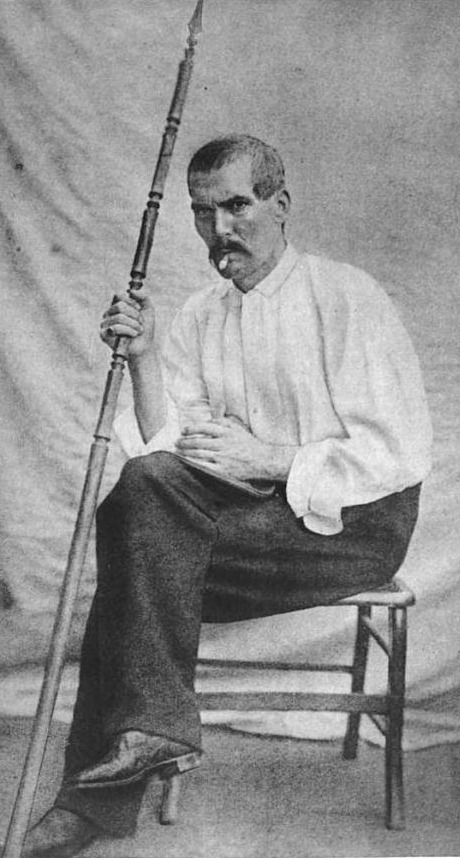
ريتشارد فرانسيس بيرتون

كان العديد من علماء الأنثروبولوجيا الرائدين يساهمون أيضًا في مجال علم الهيبولوجي بينما كان بيرتون نشطًا. ضابط عسكري متقاعد قاتل في حرب القرم، طور أغسطس بيت ريفير وجهة نظر عفا عليها الزمن للتطور البشري. انتهى إلى أن الثقافات تطورت عبر الزمن من مجتمعات أبسط من الناحية التكنولوجية إلى مجتمعات معقدة من الناحية التكنولوجية. وبعبارة أخرى، فإن التقدم جزء لا يتجزأ من تاريخ البشرية. الحرب البدائية 2. أكسفورد: مجلة المعهد الملكي للخدمات المتحدة المجلد. الثاني عشر 1868 نو. لي. أثناء عمله في جزر تروبرياند (قبالة أستراليا) في وقت قريب من الحرب العالمية الأولى، تعمق عالم الأنثروبولوجيا الشهير برونيسلاف مالينوفسكي أيضًا في مجال علم القفزات. “الحرب والأسلحة بين سكان جزر تروبرياند”. رجل. المجلد. 20 ص 10-12 (1920).

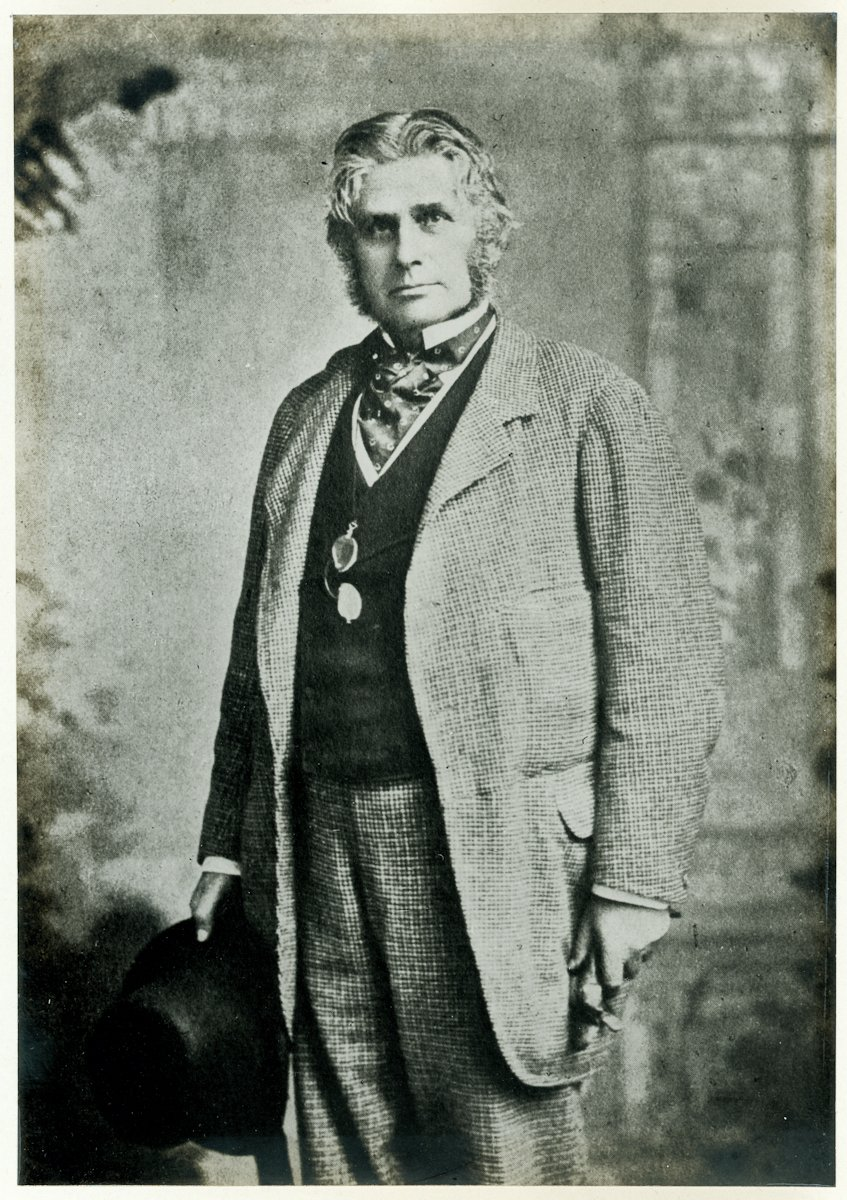
أغسطس بيت ريفير

كان لعلم الهوبلوجوجي دائمًا توجه نظري وعملي. في سعيه لتقديم أشكال أكثر فعالية من القتال القريب للجنود البريطانيين، كتب بيرتون كتيبين إرشاديين بعنوان "نظام كامل للقتال بالحربة". لندن: ويليام كلوز وأولاده. 1853. و"نظام جديد لتمرين السيف للمشاة". لندن: ويليام كلوز وأولاده.1876. في حين أن مذكرات جندي الحصار السابق إف جيه نورمان بعنوان "الرجل الياباني المقاتل: تدريب وتمرين الساموراي". لندن: أرشيبالد كونستابل وشركاه.

### القرن العشرين - المساحون: مالينوفسكي، بانكس، دريجر وأرمسترونج
خلال حقبة ما بعد الحرب العالمية الثانية، تم إنشاء الجمعية الدولية لعلم الهوبلوجوجي ("IHS") على يد الرائد دون ف. دريجر (مشاة البحرية الأمريكية المتقاعد) لدراسة تطور وتطور السلوك القتالي البشري. كان لدى دريجر أبحاث سابقة وخبرة شخصية في أنظمة القتال الكلاسيكية. واصل طالب وزميل دريجر، هنتر بي ارمسترونج، مواصلة مشروع دريجر كمدير لـلجمعية الدولية لعلم الهوبلوجوجي. وهو يواصل بشكل وثيق مع الجيش وإنفاذ القانون، وكان له دور أساسي في أحدث إعادة إنشاء لبرنامج الفنون القتالية لسلاح مشاة البحرية (MCMAP). أيضًا، خلال هذا الوقت من العمل مع باسل ريتشاردسون من متحف فيكتوريا وألبرت، كتب رولد كنوتسن "الرمح الياباني: الأسلحة القطبية واستخدامها في اليابان القديمة" (1963). هنا لم يصف شكل هذه الأسلحة فحسب، بل استكشف كيفية استخدامها من قبل المدارس المختلفة أو "ريو".

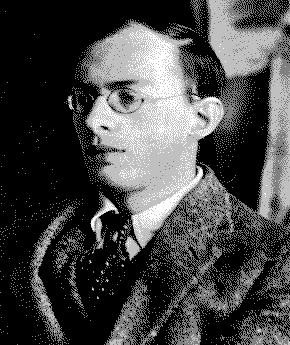
برونيسلاف مالينوفسكي

خلال السبعينيات، بدأت جمهورية الصين عددًا من التحقيقات الأكاديمية (وغالبًا ما تمولها الحكومة) في العديد من تقاليد القتال الشعبي. أحد عيوب العديد من هذه الأعمال هو أنها لم تتم ترجمتها بعد إلى اللغة الإنجليزية، مما يحد من عرض نتائجها. وفي حالات أخرى، كانت مستوحاة من الاعتبارات العرقية القومية أو الأيديولوجية ولم يتم بذل أي جهد حقيقي للتعامل مع الأدبيات الدولية المتنامية حول دراسات الفنون القتالية.

### البعثات الكبرى
مالينوفسكي، برونيسلاف. 1914-1918: جزر تروبرياند. كعدو أجنبي على أرض الحلفاء، انخرط مالينوفسكي في بحث طويل الأمد عن ثقافة تروبياند بما في ذلك الحرب والإغارة والصراع بين القرى والحرب - السحر.
بانكس. 1930s. جزيرة سراواك، إندونيسيا أبحاث حول أسلحة سكان سراواك.
دراجر، دون. 1979. سومطرة، زار دريجر وفريقه جزيرة سومطرة. أثناء زيارة قبيلة آتشيه هناك، يبدو أن المجموعة بأكملها قد تم تسميمها بطريقة أو بأخرى، وربما عمدا.

### نظرة عامة على نهج دراجر-آي إتش إس في علم الهوبلولوجي
يحتوي علم الهوبلولوجي (كما أعلنه دراجر-آي إتش إس) على ثلاثة مجالات بحثية رئيسية: التكنولوجية والوظيفية والسلوكية.[بحاجة لمصدر]
- يدرس علم الهوبلولوجي التكنولوجي تطور الأسلحة والدروع والأدوات القتالية الأخرى فيما يتعلق بالسياقات التي تم إنشاؤها فيها.
- يتعمق علم الهوبلولوجي الوظيفي في هيكل وتطوير وتنظيم الأنظمة القتالية وعلاقتها بتطبيق القتال والأسلحة.
- يشمل علم الهوبلولوجي السلوكي العوامل النفسية والفسيولوجية التي تؤثر على سلوك الإنسان القتالي وتطوير القدرات القتالية مثل الأسلحة أو أنظمة القتال. النطاق الواسع لموضوع علم الهوبلوجوجي السلوكية يعني أنه يشمل أيضًا التأثيرات التي أحدثتها الثقافة على تطور الإنسان كحيوان جماعي اجتماعي.

هناك ثلاث بديهيات (آي إتش إس) في الدراسات الهوبلولوجية.
- السلوك القتالي البشري متجذر في تطور الإنسان.
- يظهر البشر نوعين من العدوان: العدوان العاطفي والعدوان المفترس. تطور كلا الشكلين من احتياجات البقاء المختلفة كحيوان اجتماعي جماعي وكحيوان صيد.
- يرتبط تطور السلوك القتالي البشري ارتباطًا مباشرًا باستخدام الأسلحة. وهذا يعني أن استخدام الأسلحة يرتبط بالأداء والسلوك القتالي ويعكسهما.

تم العثور على تباين في براغماتية الفهم الهوبلولوجي في التمثيلات المسرحية للقتال.

وجهة نظر دراجر-آي إتش إس حول العنف: إن الطبيعة الراسخة للعنف في السلوك البشري مفهومة جيدًا بشكل عام. إن مهارة وإمكانات العدوان المميت هي شيء ضمن علم الوراثة البشرية الذي يهيئ البشر للسلوك العنيف. ومع ذلك، فإن الجينات التي تجعل البشر عرضة للعنف تتأثر بشكل كبير بالعوامل البيئية. لن يستغل البشر إمكاناتهم العنيفة إلا عندما تنشأ الحاجة إليها. لقد طور علم الوراثة البشرية مفتاح التشغيل والإيقاف في الدماغ. على الجانب الجانبي "... يتم تحفيز النشاط القتالي نفسه من خلال الإثارة الفردية والجماعية، والاستمتاع بالتمرين التنافسي للملكات الروحية والجسدية، وحتى القسوة، وشهوة الدم، وقتل النشوة." (جات 2006) على الجانب الآخر، يتم ردع العنف عن طريق العواطف من خلال الخوف، والاشمئزاز من العنف وسفك الدماء، والتعب الجسدي، والرحمة، والروحانية. فإذا كانت العوامل البيئية التي تدفع الإنسان إلى العنف موجودة، فإنه سيكون عنيفاً. فإذا لم تكن العوامل البيئية التي تدفع الإنسان إلى العنف موجودة، فسوف يمتنع عن العنف ويردعه.

## روابط خارجية
1. http://www.burtoniana.org/books/
2. مشاريع الغمر
3. مراجعة الغمر
4. موقع جمعية هوبلوجولوجي الدولية
5. علم القتل